# 실루엣

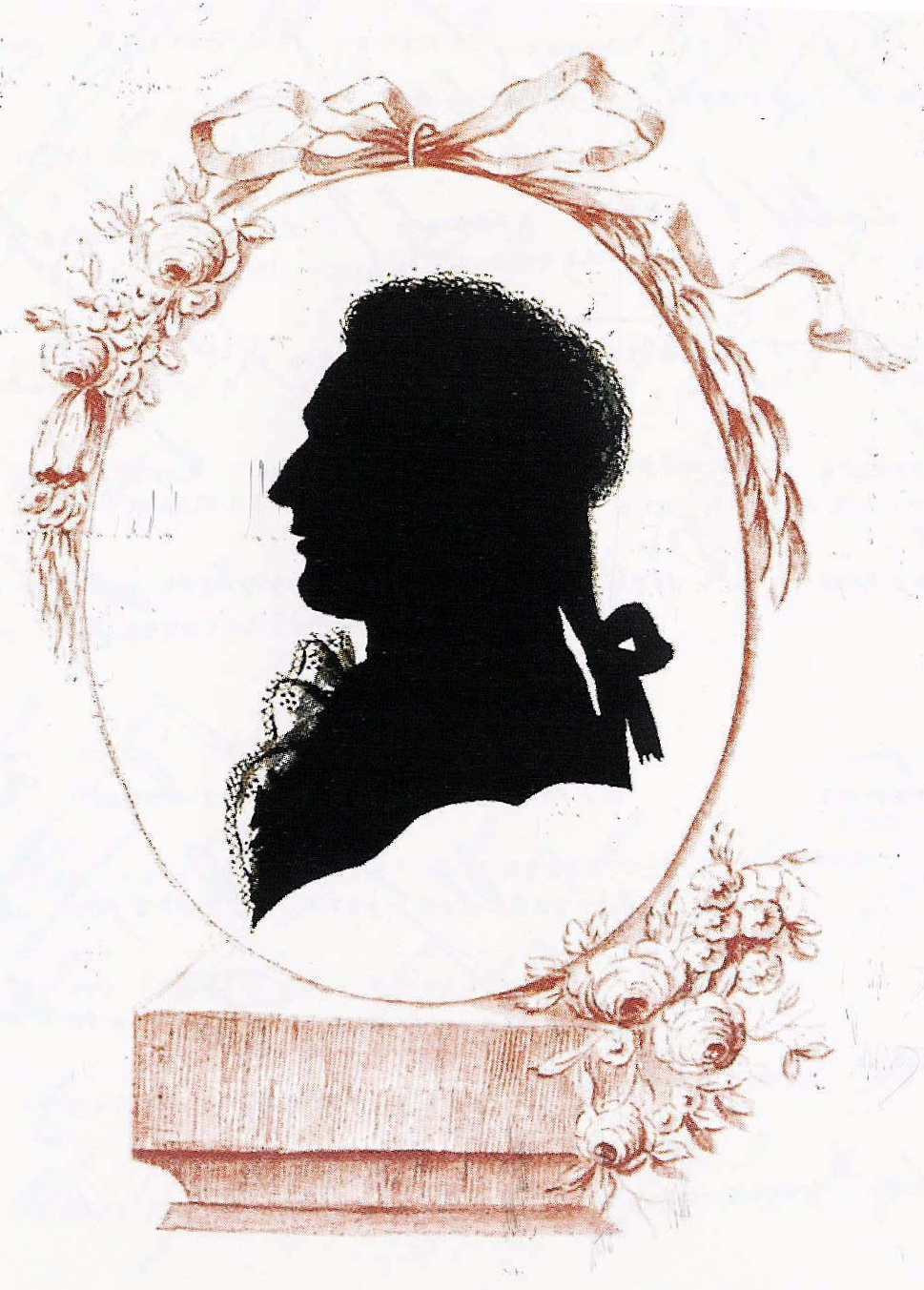
인물을 표현한 전통적인 실루엣 (18세기 말)

실루엣(프랑스어: silhouette)은 윤곽 안이 단색으로 채워진 이미지이다. 그림자와 동의어로 간주될 수 있다. 원래는 18세기 유럽에 벌어진 검은 종이를 잘라 인물의 옆 얼굴을 표현한 그림에 사용된 말로, 거기에서 밝은 배경에 사물이 회색으로 보이는 광경이나 물건의 형태 그 자체를 표현할 단어로 사용되게 되었다. 표현 기술로의 실루엣은 다양한 예술 매체에서 사용되고 있다.